# Pachygastra tasmanica
Pachygastra tasmanica är en skalbaggsart som beskrevs av Ernst Friedrich Germar 1848. Pachygastra tasmanica ingår i släktet Pachygastra och familjen Melolonthidae. Inga underarter finns listade i Catalogue of Life.